# Arthur Cruttenden Mace
Arthur Cruttenden Mace (Hobart, 17 luglio 1874 – Haywards Heath, 6 aprile 1928) è stato un egittologo britannico.

## Biografia
Lontano cugino di Flinders Petrie, noto egittologo, scavò con questi a Dendera, Hiw ed Abydos.
Nel 1901 venne assunto dal Metropolitan Museum of Art quale "assistente curatore delle antichità egizie". Venne poi "prestato", nel novembre 1922 alla spedizione Carter-Carnarvon in occasione della scoperta della tomba di Tutankhamon (sigla KV62), nella Valle dei Re.
Divenne insostituibile per Carter per il suo senso pratico e concreto nella risoluzione dei problemi inerenti alle operazioni di scavo e rimozione degli oggetti rinvenuti. Sarà coautore, con lo stesso Carter, del primo volume del libro The Tomb of Tutank.Amen e lascerà la spedizione nel 1924.